# Iván Turrillo
Iván Turrillo Caballero (Algeciras, España; 15 de mayo de 1989) es un futbolista español. Juega de centrocampista y su equipo actual es el Algeciras C.F. de la Primera Federación.

## Trayectoria
Formado en las inferiores del Algeciras C.F., Turrillo fue promovido al primer equipo en la temporada 2007-08 con 17 años.
Jugador de un club, con el tiempo fue nombrado capitán del equipo. Es el jugador con más encuentros disputados en el equipo.
Renovó su contrato con el club de cara a la temporada 2023-24.

## Estadísticas
Actualizado al último partido disputado el 3 de septiembre de 2023.
| Club                    | Div.          | Temporada     | Liga  | Liga  | Copas nacionales | Copas nacionales | Copas internacionales | Copas internacionales | Total | Total |
| Club                    | Div.          | Temporada     | Part. | Goles | Part.            | Goles            | Part.                 | Goles                 | Part. | Goles |
| ----------------------- | ------------- | ------------- | ----- | ----- | ---------------- | ---------------- | --------------------- | --------------------- | ----- | ----- |
| Algeciras C.F. · España | 3.ª           | 2007-08       | 8     | 0     | —                | —                | —                     | —                     | 8     | 0     |
| Algeciras C.F. · España | 5.ª           | 2008-09       | 19    | 0     | —                | —                | —                     | —                     | 19    | 0     |
| Algeciras C.F. · España | 4.ª           | 2009-10       | 28    | 1     | —                | —                | —                     | —                     | 28    | 1     |
| Algeciras C.F. · España | 4.ª           | 2010-11       | 27    | 0     | —                | —                | —                     | —                     | 27    | 0     |
| Algeciras C.F. · España | 4.ª           | 2011-12       | 31    | 6     | —                | —                | —                     | —                     | 31    | 6     |
| Algeciras C.F. · España | 4.ª           | 2012-13       | 35    | 5     | —                | —                | —                     | —                     | 35    | 5     |
| Algeciras C.F. · España | 3.ª           | 2013-14       | 35    | 3     | 4                | 0                | —                     | —                     | 39    | 3     |
| Algeciras C.F. · España | 4.ª           | 2014-15       | 20    | 4     | —                | —                | —                     | —                     | 20    | 4     |
| Algeciras C.F. · España | 3.ª           | 2015-16       | 29    | 4     | 1                | 0                | —                     | —                     | 30    | 4     |
| Algeciras C.F. · España | 4.ª           | 2016-17       | 31    | 3     | —                | —                | —                     | —                     | 31    | 3     |
| Algeciras C.F. · España | 4.ª           | 2017-18       | 24    | 5     | —                | —                | —                     | —                     | 24    | 5     |
| Algeciras C.F. · España | 4.ª           | 2018-19       | 44    | 9     | —                | —                | —                     | —                     | 44    | 9     |
| Algeciras C.F. · España | 3.ª           | 2019-20       | 24    | 5     | —                | —                | —                     | —                     | 24    | 5     |
| Algeciras C.F. · España | 3.ª           | 2020-21       | 24    | 5     | —                | —                | —                     | —                     | 24    | 5     |
| Algeciras C.F. · España | 3.ª           | 2021-22       | 32    | 1     | 1                | 0                | —                     | —                     | 33    | 1     |
| Algeciras C.F. · España | 3.ª           | 2022-23       | 35    | 4     | —                | —                | —                     | —                     | 35    | 4     |
| Algeciras C.F. · España | 3.ª           | 2023-24       | 2     | 0     | —                | —                | —                     | —                     | 2     | 0     |
| Algeciras C.F. · España | Total club    | Total club    | 448   | 55    | 6                | 0                | 0                     | 0                     | 454   | 55    |
| Total carrera           | Total carrera | Total carrera | 448   | 55    | 6                | 0                | 0                     | 0                     | 454   | 55    |

## Palmarés

### Títulos nacionales
| Título                     | Club           | País   | Año               |
| -------------------------- | -------------- | ------ | ----------------- |
| Tercera División de España | Algeciras C.F. | España | 2006-07 (Grupo X) |
| Tercera División de España | Algeciras C.F. | España | 2012-13 (Grupo X) |
| Tercera División de España | Algeciras C.F. | España | 2014-15 (Grupo X) |